# ديفيد كيف
ديفيد كيف (بالإنجليزية: David Keefe)‏ (23 يونيو 1957 في المملكة المتحدة - ) هو لاعب كرة قدم بريطاني في مركز جناح ‏. لعب مع نادي توركي يونايتد ونادي ساوثيند يونايتد وIlford F.C. ‏ وEpping Town F.C. ‏.